# Đường Quốc Cường
 Đường Quốc Cường (tiếng Trung giản thể: 唐国强; tiếng Trung phồn thể: 唐國強; tiếng Anh: Tang Guoqiang) là một đạo diễn, diễn viên nổi tiếng người Trung Quốc. Ông được khán giả biết đến nhiều nhất là vai diễn thừa tướng Gia Cát Lượng trong bộ phim Tam Quốc Diễn Nghĩa năm 1994. Ông cũng là diễn viên gắn liền với vai diễn lãnh tụ Mao Trạch Đông trong suốt hai thập kỷ, và cũng từng vào vai một loạt các đế vương Trung Hoa nổi tiếng như Ung Chính, Càn Long, Đường Thái Tông, Minh Thái Tổ... Vì vậy, ông được mệnh danh là "Đế vương của màn ảnh Hoa ngữ", và được phong tặng danh hiệu Diễn viên hạng nhất quốc gia vào năm 1988.

## Tiểu sử
Đường Quốc Cường sinh ngày 4 tháng 5 năm 1952, tại Thanh Đảo, Sơn Đông, Trung Quốc.
Năm 1977, Đường Quốc Cường quen biết nữ quân y Tôn Đào, thân thế của bà thuộc hàng khá giả, có cha  là phó chủ nhiệm Quân ủy công binh. Hai người làm lễ cưới năm 1979, con gái họ chào đời năm 1983.  Năm 1989, Đường Quốc Cường chủ động đệ đơn ly hôn, vào đêm Giao thừa năm 1990, vợ ông thắt cổ tự tử trong nhà tắm. Bà Tôn Đào để lại di thư chỉ trích chồng phụ bạc, tuy nhiên, nam diễn viên phủ nhận, khẳng định vợ cũ có bệnh tâm thần, cơ thể cũng không khỏe mạnh.
Năm 1993, Đường Quốc Cường tái hôn với nữ diễn viên Trang Lệ, dân tộc Tạng, ít hơn ông 12 tuổi. Sau khi sinh con trai đầu vào năm 1997, bà Trang Lệ rút khỏi showbiz, tập trung vào chăm lo cho gia đình. Sau này, bà trở thành quản lý cho chồng.

## Sự nghiệp
Năm 1970, sau khi tốt nghiệp trung học, Đường Quốc Cường gia nhập đoàn kịch nói Thanh Đảo, sau này ông trở thành diễn viên cốt cán của đoàn. 1975, ông có vai diễn đầu tiên là Vu Hóa Long trong bộ phim chiến tranh Nam Hải Phong Vân. Năm 1978, ông gia nhập hãng phim Quân đội, một năm sau ông đóng vai chính trong phim Tiểu Hoa, được xem là bộ phim đỉnh cao về đề tài quân đội Trung Quốc. Bộ phim đã giành Giải thưởng Chính phủ và giải Bách Hoa và Đường Quốc Cường nhận giải thưởng của Bộ Văn hóa đồng thời vinh dự trở thành đại diện của Trung Quốc tham gia Liên hoan phim Cannes.
Năm 1984, Đường Quốc Cường gia nhập Đảng Cộng sản Trung Quốc, năm 1985 ông trở thành Ủy viên Liên đoàn Thanh niên Trung Quốc và theo học khoa diễn xuất của Học viện Điện ảnh Bắc Kinh. Năm 1987 ông tốt nghiệp, năm 1988, ông được xếp vào hàng những diễn viên hạng nhất của Trung Quốc. Năm 1990, Đường Quốc Cường tham gia đóng phim phim Tam Quốc Diễn Nghĩa với vai Gia Cát Lượng. Năm 1993, sau khi bộ phim Tam Quốc Diễn Nghĩa đóng máy, ông chuyển công tác sang Học viện Nghệ thuật Thanh niên Trung Quốc. Một năm sau bộ phim phát sóng, vai diễn Gia Cát Lượng mang lại cho ông nhiều giải thưởng ở các giải Phi Thiên, Kim Ưng...    
Năm 2001, ông tham gia bộ phim Trường chinh với vai chính Mao Trạch Đông, đồng thời kiêm vai trò đạo diễn của bộ phim. Với bộ phim này, Đường Quốc Cường đã giành giải "Nam diễn viên được yêu thích nhất", "Đạo diễn xuất sắc nhất", ở giải Kim Ưng lần thứ 20 và hai giải thưởng tương tự ở giải Phi Thiên lần thứ 22.
Ông rất thành công với các bộ phim lịch sử và từng đoạt giải cao khi đóng vai các đế vương như Chu Nguyên Chương, Ung Chính hay Lý Thế Dân.    
Năm 2011, ông từng giữ chức chủ nhiệm Học viện nghệ thuật biểu diễn điện ảnh Trung Quốc (中国电影表演艺术学会) Ngoài vai trò diễn viên, ông còn là một nhà thư pháp có tiếng.
Ông trở thành là diễn viên hạng nhất quốc gia năm 1988.

## Tác phẩm

### Truyền hình
| Năm           | Tựa tiếng Việt                                   | Tựa đề             | Vai diễn                               | Diễn viên chính                                                                               | Ghi chú                             |
| ------------- | ------------------------------------------------ | ------------------ | -------------------------------------- | --------------------------------------------------------------------------------------------- | ----------------------------------- |
| 1989          | Máu lạnh                                         | 冷血               |                                        |                                                                                               |                                     |
| 1990          | Ngày mai không phải giấc mơ                      | 明天不是梦         | Trung Sơn                              |                                                                                               |                                     |
| 1990          | Cống hiến                                        | 奉献               | Nhân viên kỹ thuật                     |                                                                                               |                                     |
| 1990          | Cuộc trường chinh bắt đầu từ đêm nay             | 长征号今夜起飞     | Hồ Dương                               |                                                                                               |                                     |
| 1990          | Tam Quốc Diễn Nghĩa                              | 三国演义           | Gia Cát Lượng                          | Bào Quốc An, Tôn Ngạn Quân, Lục Thụ Minh, Lý Tĩnh Phi, Ngụy Tông Vạn                          |                                     |
| 1996          | Đông Chu liệt quốc - Xuân Thu thiên              | 东周列国春秋篇     | Trịnh Trang Công                       | Vương Hội Xuân, Trương Vĩnh Cường, Bào Đại Chí, Diêm Hoài Lễ                                  |                                     |
| 1997          | Thủy Hử                                          | 水浒传             | Tô Thức                                | Lý Tuyết Kiện, Châu Mã Giang, Tang Kim Sinh, Đinh Hải Phong                                   |                                     |
| 1998          | Vương triều Ung Chính                            | 雍正王朝           | Ung Chính đế                           | Tiêu Hoảng, Đỗ Vũ Lộ, Thái Hồng Cường, Từ Mẫn, Triệu Nghị                                     |                                     |
| 1998          | Trịnh Bản Kiều                                   | 郑板桥外传         | Càn Long đế                            | Lưu Bội Kỳ                                                                                    |                                     |
| 1998          | Chiến Quốc hồng nhan                             | 战国红颜           | Câu Tiễn                               | Đồng An Cách, Bạch Tuyết Vân, Lưu Thụy Kỳ, Lý Kiến Nghĩa                                      |                                     |
| 1999          | Chị Mỗ                                           | 某大姊             | Cao lão gia                            | Mộ Ngọc Hoa, Lý La, Lưu Ngọc Đình, Vương Mỹ Tuyết                                             |                                     |
| 1999          | Bao Công xuất tuần                               | 包公出巡           | Tào Hồng                               | Kim Siêu Quần, Phạm Hồng Hiên,Tiêu Ân Tuấn, Thôi Khải                                         |                                     |
| 1999          | Lãnh tụ khai quốc Mao Trạch Đông                 | 开国领袖毛泽东     | Mao Trạch Đông                         | Lưu Kính, Tôn Phi Hổ, Từ Quang Minh, Vương Ngũ Phúc                                           |                                     |
| 2000          | Trương Vấn Thiên và Lưu Anh                      | 张闻天与刘英       | Mao Trạch Đông                         | Mã Hiểu Vĩ, Vương Chi Hạ                                                                      |                                     |
| 2000          | Trường Chinh                                     | 长征               | Mao Trạch Đông                         | Lưu Kính, Vương Ngũ Phúc, Trần Đạo Minh                                                       |                                     |
| 2000          | Phim tài liệu về các vụ lừa đảo lớn ở Trung Quốc | 中国诈骗大案纪实   | —                                      |                                                                                               | Chỉ đạo sản xuất                    |
| 2000          | Lý Vệ làm quan                                   | 李卫当官           | Ung Chính đế                           | Từ Tranh, Trần Hảo, Lý Tiểu Yến, Vương Hội Xuân                                               |                                     |
| 2000          | Trịnh Thành Công                                 | 郑成功             | Chu Duật Kiện                          | Từ Niệm Phúc, Lưu Dĩnh Đào, Lý Dĩnh, Trương Chí Hồng                                          |                                     |
| 2000          | Bao Công Sinh Tử Kiếp                            | 包公生死劫         | Tống Nhân Tông                         | Bào Quốc An,Ngô Thiến,Lý Tông Hàn, Ngụy Tông Vạn                                              |                                     |
| 2001          | Đại Đường tình sử                                | 大唐情史           | Đường Thái Tông                        | Thẩm Ngạo Quân, Nhan Đan Thần, Nhiếp Viễn, Trương Đồng                                        |                                     |
| 2001          | Đại Cước Mã Hoàng Hậu                            | 大脚马皇后         | Minh Thái Tổ                           | Lữ Lệ Bình, Mã Luân, Cao Hổ, Lâm Tỉnh                                                         |                                     |
| 2002          | Quyền lực tuyệt đối                              | 绝对权力           | Tề Toàn Thịnh                          | Tư Cầm Cao Oa, Di Nguyên Minh, Vương Kiến Thành                                               |                                     |
| 2002          | Cứu vãn                                          | 拯救               | Công tố viên                           | Đồng Thụy Hân, Đỗ Vũ Lộ, Diêm Thục Cầm, Cúc Khánh Châu                                        |                                     |
| 2002          | Thuốc nữ nhân                                    | 女人汤             | Lâm Thiên Toàn                         | Hoắc Tư Yến, Lưu Tiểu Phong, Mã Nhã Thư, Vu Ba                                                |                                     |
| 2002          | Nhất giang xuân thủy                             | 一江春水           | Ngụy Chi Lâm                           | Mạc Thiếu Thông, Tiêu Tường, Vu Vinh Quang, La San San, Vương Băng, Trì Soái                  |                                     |
| 2002          | Công tố                                          | 公诉               | —                                      |                                                                                               | Chủ nhiệm, kiêm Giám đốc nghệ thuật |
| 2002          | Tuyết trắng, máu hồng                            | 雪白·血红          | Mã Kỳ                                  | Tạ Lan, Trần Cẩn, Đào Trạch Như, Hầu Trường Vinh                                              |                                     |
| 2003          | Đại Đường ca phi                                 | 大唐歌飞           | Đường Huyền Tông                       | Mã Tô, Giả Nãi Lượng, Vương Lộ Dao, Lữ Lệ Bình                                                |                                     |
| 2003          | Lý Vệ làm quan 2                                 | 李卫当官2          | Ung Chính đế                           | Từ Tranh, Tôn Phi Phi, Đỗ Chí Quốc, Thư Sướng                                                 |                                     |
| 2003          | Điệp chiến                                       | 谍战之特殊较量     | Liêu Bằng                              | Huỳnh Hải Ba, Điền Hải Dung, Diêu Thiên Vũ                                                    |                                     |
| 2003          | Cây ô liu trong cuộc đời tôi                     | 我生命中的橄榄树   | 肖振 Hùng                              | Giả Nhất Bình, Đổng Dũng, Hác Lôi, Diêu Địch                                                  |                                     |
| 2003          | Vĩnh Lạc Anh Hùng Nhi Nữ                         | 永乐儿女英雄传     | Minh Huệ đế                            | Lưu Đào, Bảo Kiếm Phong, Khấu Thế Huân, Lưu Hiểu Khánh                                        |                                     |
| 2003          | Bài ca Diên An                                   | 延安颂             | Mao Trạch Đông                         | Mã Hiểu Vĩ, Quách Liên Văn, Vương Ngũ Phúc, Khúc Quốc Cường                                   |                                     |
| 2003          | Khang Định tình ca                               | 康定情歌           | Mộc Nha Khúc Đăng                      | Hồ Quân, Đào Hồng, Tư Cầm Cao Oa, Ông Hồng                                                    |                                     |
| 2003          | Giang Sơn Phong Vũ Tình                          | 江山风雨情         | Hoàng Thái Cực                         | Vương Cương, Trần Đạo Minh, Trần Bảo Quốc, Bào Quốc An                                        |                                     |
| 2004          | Lời thề đẫm máu                                  | 血色誓言           | Sở Kỳ                                  | Tống Xuân Lệ                                                                                  |                                     |
| 2004          | Gia Tĩnh phong vân                               | 嘉靖风云           | Gia Tĩnh đế                            | Vương Cương, Đồng Lôi, Tráng Lệ, Phổ Siêu Anh, Cao Phong                                      |                                     |
| 2004          | Trương Bá Linh                                   | 张伯苓             | Trương Bá Linh                         | Lưu Quán Hùng, Mã Hiểu Vĩ, Lôi Chấn Ngữ, Triệu Lượng                                          |                                     |
| 2004          | Chiêu Quân xuất tái                              | 昭君出塞 (電視劇)  | Hán Tuyên đế                           | Lý Thể Hoa, La Gia Lương, Viên Lập, Á Tư Như                                                  |                                     |
| 2004          | Đại Hán bi ca                                    | 大汉悲歌           | 江夏王                                 | Tả Tiểu Thanh, Trần Hồng Trì, Tấn Tùng                                                        | tựa đề khác: "Tân Truy truyền kỳ"   |
| 2004          | Chu Nguyên Chương về quê                         | 朱元璋还乡         | Quách Tử Hưng                          | Trần Bảo Quốc, Từ Phàm, Triệu Uyển Diệc, Đỗ Chấn Thanh                                        |                                     |
| 2005          | Đại Đôn Hoàng                                    | 大敦煌             | Lý Nguyên Hạo                          | Trần Hảo, Hoàng Hải Băng, Nhậm Thiên Dã, Liêu Kinh Sinh                                       |                                     |
| 2005          | Ngọc tỷ truyền quốc                              | 传国玉玺           | Minh Thành Tổ                          | Lữ Lương Vĩ, Tăng Chí Vĩ, Diệp Đồng                                                           |                                     |
| 2005          | Đại hàng hải                                     | 大航海             | Minh Thành Tổ                          | La Gia Lương, Đỗ Vũ Lộ, Vu Tiểu Huệ                                                           | Phim về hải trình của Trịnh Hòa     |
| 2005          | Tiến Tinh Hải                                    | 冼星海             | Mao Trạch Đông                         | Mã Hiểu Vĩ, Tống Hiểu Anh, Lưu Kính, Hạ Thiên                                                 |                                     |
| 2005          | Bát lộ quân                                      | 八路軍             | Mao Trạch Đông                         | Vương Ngũ Phúc, Lưu Kính, Quách Liên Văn                                                      |                                     |
| 2006          | Sự biến Tây An                                   | 西安事变           | Mao Trạch Đông                         | Hồ Quân, Lưu Giao Tâm, Lưu Kính, Hoắc Tư Yến                                                  |                                     |
| 2006          | Bạch Cầu Ân                                      | 白求恩             | Mao Trạch Đông                         |                                                                                               | Bác sĩ Bạch Cầu Ân (Norman Bethune) |
| 2006          | Vạn Lịch thủ phụ Trương Cư Chính                 | 万历首辅张居正     | Trương Cư Chính                        | Mai Đình, Phùng Viễn Chinh, Trí Nhất Thông, Vương Tiểu Đan                                    |                                     |
| 2006          | Hồ gia Hán nguyệt                                | 胡笳汉月           | Bắc Ngụy Thái Vũ Đế                    | Ninh Tịnh, Thường Thành, Khánh Mã                                                             |                                     |
| 2006          | Nam Triệu Vương                                  | 南越王             | Tần Thủy Hoàng                         | Lữ Lương Vĩ, Ninh Tịnh, Vương Cương                                                           | (không được ghi nhận / uncredited)  |
| 2006          | Xích tông uy long                                | 赤松威龙           | Hoàng đế                               | Lâm Thanh, Lưu Quán Tường, Lý Nguyên Thuần                                                    |                                     |
| 2006          | Hoàng Phi Hồng và năm đại đệ tử                  | 黄飞鸿五大弟子     | Kim Lão Bản                            | Trịnh Tắc Sĩ, Trương Thần Quang, Cao Thiên, Hùng Hân Hân, Lưu Đào, Mạc Thiếu Thông, Hà Dư Văn |                                     |
| 2006          | Ma Kiếm Sinh Tử Kỳ                               | 魔剑生死棋         | Kiếm tổ                                | Tôn Hiệp Chí, Thiệu Binh, Lưu Đào, Quách Đình Đình, Đới Kiều Sảnh                             |                                     |
| 2007          | Người Ôn Châu ở Paris                            | 温州人在巴黎       | Vạn Chấn Quốc                          | Doãn Đại Vị, Lâu Huệ Trân, Vạn Hoằng Kiệt, Mã Dục Kha                                         |                                     |
| 2007          | Anh hùng vô danh                                 | 英雄无名           | Điệp viên Diêm Bảo Hàng                | Lương Kính Kha, Đào Phi Phi, Mã Tiểu Mâu, Tuyên Hiểu Minh                                     |                                     |
| 2007          | Trung Quán trường ca                             | 貞觀長歌           | Đường Thái Tông                        | Trương Lan Lan, Trần Bảo Quốc, Đỗ Chí Quốc, Đồng Tử Ngưu, Nhiếp Viễn, Trương Thiết Lâm        |                                     |
| 2007          | Chu Ân Lai ở Trùng Khánh                         | 周恩来在重庆       | Mao Trạch Đông                         | Hoàng Vy, Lưu Kính, Mã Hiểu Vĩ, Hàn Nguyệt Kiều                                               |                                     |
| 2009          | Trinh thám Thành Húc - Vạn mê cục                | 偵探成旭之千迷局   | Cục trưởng cảnh sát                    | Vu Vinh Quang, Vương Lực Khả, Đường Vu Hồng, Nhạc Diệu Lợi                                    |                                     |
| 2009          | Giải Phóng                                       | 解放               | Mao Trạch Đông                         | Lưu Kính, Quách Liễn Văn, Vương Ngũ Phúc, Hoàng Vy                                            |                                     |
| 2009          | Đông Phương Hồng 1949                            | 東方紅1949         | Mao Trạch Đông                         | Quách Liễn Văn, Vương Ngũ Phúc, Tôn Duy Dân, Đỗ Vũ Lộ                                         |                                     |
| 2011          | Ngũ tinh Hồng kỳ nghênh phong phiêu dương        | 五星红旗迎风飘扬   | Mao Trạch Đông                         | Trần Kiến Bân, Trịnh Quốc Lâm, Tôn Duy Dân                                                    |                                     |
| 2011          | Đông Phương                                      | 東方               | Mao Trạch Đông                         | Vương Ngũ Phúc, Tăng Thu Sinh, Tôn Duy Dân                                                    |                                     |
| 2011          | Trung Quốc 1945 - Trùng Khánh phong vân          | 中国1945之重庆风云 | Mao Trạch Đông                         | Lưu Kính, Vương Ngũ Phúc, Quách Liễn Văn, Trương Quốc Lập                                     |                                     |
| 2011          | Võ Tắc Thiên bí sử                               | 武则天秘史         | Đường Thái Tông                        | Ân Đào, Lưu Hiểu Khánh, Dư Thiếu Quần, Tư Cầm Cao Oa                                          |                                     |
| 2011          | Đường cung mỹ nhân thiên hạ                      | 唐宫美人天下       | Đường Cao Tổ                           | Minh Đạo, Lý Tiểu Lộ, Dương Mịch, Đồng Lệ Á                                                   |                                     |
| 2013          | Mao Trạch Đông                                   | 毛泽东             | Mao Trạch Đông                         | Lưu Kính, Hầu Kính Kiện, Lưu Tùng Đan                                                         |                                     |
| 2013          | Hốt Tất Liệt truyền kỳ                           | 忽必烈傳奇         | Thành Cát Tư Hãn                       |                                                                                               |                                     |
| 2013          | Vũ Nhạc truyền kỳ                                | 舞乐传奇           | Đường Đức Tông                         | Thâu Từ Huyễn, Lâm Canh Tân, Vu Vinh Quang, Triệu Văn Tuyên                                   | (cameo)                             |
| 2014          | Dũng sĩ chi thành                                | 勇士之城           | Tôn Minh Cẩn                           |                                                                                               | (cameo)                             |
| 2015          | Trên núi Thái Hành                               | 太行山上           | Mao Trạch Đông                         |                                                                                               |                                     |
| 2016          | Bành Đức Hoài                                    | 彭德怀元帅         | Mao Trạch Đông                         |                                                                                               |                                     |
| 2016          | Thiên Nhai tắm máu                               | 天涯浴血           | Mao Trạch Đông                         |                                                                                               | (cameo)                             |
| 2016          | Ba anh em Mao Trạch Đông                         | 毛泽东三兄弟       | Mao Trạch Đông                         |                                                                                               | (cameo)                             |
| 2016          | Hải Đường ỷ Cựu                                  | 海棠依旧           | Mao Trạch Đông                         |                                                                                               | Tựa khác: Chú tôi là Chu Ân Lai     |
| 2016          | Cát Hồng Xương                                   | 吉鸿昌             | Phùng Ngọc Tường                       |                                                                                               |                                     |
| 2017          | Bích Hải hùng tâm                                | 碧海雄心           | Thái Bộ Trường                         |                                                                                               |                                     |
| 2018          | Thay đổi nhân gian                               | 换了人间           | Mao Trạch Đông （Giám đốc nghệ thuật） |                                                                                               |                                     |
| 2018          | Sứ mệnh quân nhân                                | 军人使命           | Thủ trưởng quân khu                    |                                                                                               | (cameo)                             |
| 2018          | Viên Sùng Hoán                                   | 袁崇焕             | Tiền Long Tích                         |                                                                                               | (kiêm tổng đạo diễn）               |
| 2019          | Vĩnh viễn là chiến hữu                           | 永远的战友         | Mao Trạch Đông                         |                                                                                               | (cameo)                             |
| 2019          | Trung Quốc đáng yêu                              | 可爱的中国         | Mao Trạch Đông                         |                                                                                               | vai khách mời đặc biệt              |
| 2019          | Sóng gió Bản Nạp                                 | 版纳风云           | Mao Trạch Đông                         |                                                                                               | (cameo)                             |
| 2019          | Sóng gió ngoại giao                              | 外交风云           | Mao Trạch Đông                         |                                                                                               |                                     |
| 2020          | Vượt sông Áp Lục                                 | 跨过鸭绿江         | Mao Trạch Đông                         |                                                                                               |                                     |
| 2021          | Giấc mộng quang vinh                             | 光荣与梦想         | Mao Trạch Đông                         |                                                                                               | (cameo)                             |
| 2021          | Đại huyết chiến                                  | 大决战             | Mao Trạch Đông                         |                                                                                               |                                     |
| 2021          | Hương Sơn Diệp Chính Hồng                        | 香山叶正红         | Mao Trạch Đông                         |                                                                                               |                                     |
| Đang sản xuất | Tích lương                                       | 脊梁               | Lý Hạo Nhiên                           |                                                                                               | (cameo)                             |
| Đang sản xuất | Tổng lý Chu Ân Lai                               | 人民总理周恩来     | Mao Trạch Đông                         |                                                                                               |                                     |
| Đang sản xuất | Chúng ta là đội quân hướng tới Mặt Trời          | 我们的队伍向太阳   | Mao Trạch Đông                         |                                                                                               |                                     |

### Điện ảnh
| Năm           | Tựa tiếng Việt               | Tựa đề gốc       | Vai diễn                    | Bạn diễn                                | Ghi chú                         |
| ------------- | ---------------------------- | ---------------- | --------------------------- | --------------------------------------- | ------------------------------- |
| 1975          | Nam Hải phong vân            | 南海风云         | 于化龙                      | 张勇手, 高保成, 洪学敏, 刘龙            | Phim về Hải chiến Hoàng Sa 1974 |
| 1977          |                              | 走在战争前面     | 李铁成                      | 李默然, 李龙吟, 张少力, 高扬            |                                 |
| 1979          | Tiểu Hoa                     | 小花             | 赵永生                      | 刘晓庆, 葛存壮, 傅祖成, 徐光明          |                                 |
| 1980          |                              | 今夜星光灿烂     | 何战云                      | 李秀明, 赵福余, 黄小雷, 刘继忠          |                                 |
| 1981          |                              | 孔雀公主         | 召树屯                      | 李秀明, 陈强, 韩月乔, 李小力            |                                 |
| 1983          |                              | 路漫漫           | 程康                        | 金鑫, 赵秀丽, 白志迪, 黄梅莹            |                                 |
| 1983          |                              | 四渡赤水         | 卢青松                      | 古月, 赵恒多, 金安歌, 雷恪生            |                                 |
| 1984          |                              | 高山下的花环     | 赵蒙生                      | 吕晓禾, 盖克, 何伟, 王玉梅              |                                 |
| 1987          |                              | 共和国不会忘记   | 蓝雨蒙                      | 郑在石, 翟俊Kiệt, 陈继铭, 王丽媛        |                                 |
| 1989          |                              | 安丽小姐         | 林亦平                      | 张艳丽, 梁国庆, 夏宗学, 林清儒          |                                 |
| 1989          | Tiểu hoàng đế Trung Quốc     | 中国的小皇帝     | Lâm Kiệt                    | 张玉玉, 浦克, 苏宁, 孟宪英              |                                 |
| 1989          | Long Vân và Tưởng Giới Thạch | 龙云与蒋介石     | 龙绳武 (con cả củ Long Vân) | Cơ Mộng Thạch, Tôn Phì Hổ, Lý Viện Viện |                                 |
| 1996          | Trường Chinh                 | 长征             | Mao Trạch Đông              | Lưu Kính, Vương Ngũ Phúc, Trần Đạo Minh |                                 |
| 2004          | Trương Tư Đức                | 张思德           | Mao Trạch Đông              | Ngô Quân, Tống Vận Thành                |                                 |
| 2009          | Đại nghiệp kiến quốc         | 建国大业         | Mao Trạch Đông              | Trương Quốc Lập, Hứa Tình, Trần Khôn    |                                 |
| 2015          |                              | 百团大战         | Mao Trạch Đông              |                                         |                                 |
| 2015          |                              | 开罗宣言         | Mao Trạch Đông              |                                         |                                 |
| 2016          |                              | 先锋之那时青春   | Mao Trạch Đông              |                                         | Kiêm giám đốc nghệ thuật        |
| 2019          | Chu Ân Lai về Diên An        | 周恩来回延安     | Mao Trạch Đông              |                                         |                                 |
| 2019          | 决胜时刻                     |                  | Mao Trạch Đông              |                                         |                                 |
| 2019          | 太阳升起的时刻               |                  | Mao Trạch Đông              |                                         |                                 |
| 2021          |                              | 我为兄弟狂       |                             |                                         | web-movie                       |
| 2021          | Hồng Thuyền                  | 红船             | Từ Thế Xương                |                                         |                                 |
| 2021          | Hồ Trường Tân                | 长津湖           | Mao Trạch Đông              | Ngô Kinh, Dịch Dương Thiên Tỉ           |                                 |
| 2021          | Vượt sông Áp Lục             | 跨过鸭绿江       | Mao Trạch Đông              |                                         |                                 |
| Đang sản xuất |                              | 开国将帅授勋1955 | Mao Trạch Đông              |                                         | Kiêm giám chế                   |

## Giải thưởng

### Giải mang tính chất chuyên nghiệp, uy tín
| Năm  | Giải thưởng                                  | Hạng mục                                                  | Kết quả   | Phim tham gia                    |
| ---- | -------------------------------------------- | --------------------------------------------------------- | --------- | -------------------------------- |
| 1985 | Bách Hoa lần thứ 8                           | Nam diễn viên chính xuất sắc nhất                         | Đề cử     | 高山下的花环                     |
| 1995 | Phi Thiên lần thứ 15                         | Nam diễn viên chính xuất sắc nhất                         | Đề cử     | Tam Quốc Diễn Nghĩa              |
| 1998 | Hoa Biểu lần thứ 4                           | Nam diễn viên chính xuất sắc nhất                         | Đoạt giải | Trường Chinh                     |
| 1998 | Kim Kê lần thứ 18                            | Nam diễn viên chính xuất sắc nhất                         | Đề cử     | Trường Chinh                     |
| 1999 | Kim Ưng lần thứ 17                           | Nam diễn viên chính xuất sắc nhất                         | Đoạt giải | Vương triều Ung Chính            |
| 1999 | Phi Thiên lần thứ 19                         | Nam diễn viên chính xuất sắc nhất                         | Đề cử     | Vương triều Ung Chính            |
| 1999 | Kim Phượng lần thứ 7                         | Nam diễn viên chính xuất sắc nhất                         | Đoạt giải | Trường Chinh                     |
| 2001 | Phi Thiên lần thứ 20                         | Nam diễn viên chính xuất sắc nhất                         | Đoạt giải | Lãnh tụ khai quốc Mao Trạch Đông |
| 2002 | Kim Ưng lần thứ 20                           | Nam diễn viên được khán giả yêu thích nhất                | Đoạt giải | Trường Chinh                     |
|      | Kim Ưng lần thứ 20                           | Đạo diễn xuất sắc nhất                                    | Đoạt giải | Trường Chinh                     |
| 2003 | Phi Thiên lần thứ 22                         | Nam diễn viên chính xuất sắc nhất                         | Đoạt giải | Trường Chinh                     |
| 2003 | Kim Ưng lần thứ 21                           | Nam diễn viên được khán giả yêu thích nhất                | Đoạt giải | Tuyết trắng, Máu hồng            |
| 2003 | Phi Thiên lần thứ 22                         | Đạo diễn xuất sắc nhất                                    | Đoạt giải | Trường Chinh                     |
| 2004 | Kim Ưng lần thứ 22                           | Thành tựu Nghệ thuật Biểu diễn                            | Đoạt giải | Quyền lực tuyệt đối              |
| 2005 | Kim Kê lần thứ 25                            | Nam diễn viên phụ xuất sắc nhất                           | Đoạt giải | Trương Tư Đức                    |
| 2008 | Giải thưởng Sao vàng lần thứ 20              | cho những đóng góp xuất sắc cho phim truyền hình Quân đội | Đoạt giải | —                                |
| 2011 | Liên hoan phim Trung - Mỹ lần thứ 7          | Thiên thần vàng cho thành tích xuất sắc                   | Đoạt giải | —                                |
|      | Liên hoan phim Nông dân Trung Quốc lần thứ 4 | Diễn viên được yêu thích nhất                             | Đoạt giải | Đại nghiệp kiến quốc             |

### Giải thưởng mang tính bình chọn, khảo sát xã hội
| Năm  | Giải thưởng Danh hiệu                                          | Hạng mục                                                                                  | Kết quả   | Ghi chú                     |
| ---- | -------------------------------------------------------------- | ----------------------------------------------------------------------------------------- | --------- | --------------------------- |
| 1979 | Giải thưởng Sáng tạo trẻ xuất sắc của Bộ Văn hóa               |                                                                                           | Đoạt giải | phim Tiểu Hoa               |
| 1991 | Mười nhân viên truyền hình hàng đầu"                           |                                                                                           | Đoạt giải | Tam Quốc Diễn Nghĩa         |
| 1996 | Ngôi sao điện ảnh Trung Quốc                                   |                                                                                           | Đoạt giải |                             |
| 1998 | Danh hiệu "100 nghệ sĩ truyền hình hàng đầu quốc gia" đầu tiên |                                                                                           | Đoạt giải |                             |
| 2000 | 中国电视阳光健康明星                                           |                                                                                           | Đoạt giải |                             |
| 2001 | Nam diễn viên được yêu thích trên khung giờ vàng của CCTV      | Giải vàng                                                                                 | Đoạt giải | Trong phim "开国领袖毛泽东" |
| 2002 | Nam diễn viên được yêu thích trên khung giờ vàng của CCTV      | Giải vàng                                                                                 | Đoạt giải | Trong phim "Trường Chinh"   |
| 2002 | 中国电视阳光健康明星                                           |                                                                                           | Đoạt giải | Vinh danh đặc biệt          |
| 2004 | Công nhân văn học và nghệ thuật Đức Nghệ Song Hinh             |                                                                                           | Đoạt giải |                             |
| 2005 | 100 diễn viên xuất sắc trong phim Trung Quốc                   |                                                                                           | Đoạt giải |                             |
| 2007 | Giải thưởng Hoa Đỉnh lần thứ 1                                 | Nghệ sĩ biểu diễn được yêu thích nhất bởi công chúng                                      | Đoạt giải |                             |
| 2008 | Giải thưởng Hoa Đỉnh lần thứ 2                                 | Cuộc khảo sát về hình ảnh công chúng của các diễn viên điện ảnh và truyền hình Trung Quốc | Đoạt giải |                             |
| 2009 | Thập đại hiếu tử lần thứ 3                                     |                                                                                           | Đoạt giải |                             |
| 2010 | Giải thưởng Hoa Đỉnh lần thứ 3                                 | Người biểu diễn hình ảnh công cộng tốt nhất ở Trung Quốc                                  | Đoạt giải |                             |
| 2010 | Giải thưởng Hoa Đỉnh lần thứ 3                                 | Thành tựu xuất sắc cho phim truyền hình Trung Quốc                                        | Đoạt giải |                             |
| 2011 | Liên hoan phim truyền hình Youku                               | Nam diễn viên xuất sắc nhất năm của Đại lục                                               | Đoạt giải |                             |
| 2011 | Lễ trao ảnh hưởng 10 năm của BTV Entertainment                 | Những người có ảnh hưởng nhất                                                             | Đoạt giải |                             |